# Vitus Miletus
Vitus Miletus (născut Möller), (n. 1549, Gmünd, Swabia – d. 11 septembrie 1615, Mainz) a fost un teolog romano-catolic german.
1. ↑  Vitus Miletus, NUKAT
2. ↑  Vitus M.‏ Gamundianus, LIBRIS, accesat în 9 octombrie 2017
3. ↑  Czech National Authority Database, accesat în 23 noiembrie 2019